# Roony Bardghji
Roony Bardghji, född 15 november 2005 i Kuwait, är en svensk fotbollsspelare som spelar för La Liga-klubben FC Barcelona.

## Klubbkarriär
Bardghji, föddes i Kuwait av föräldrar från Syrien. 2012 kom familjen till Sverige och han började då som sexåring spela fotboll i Kallinge SK. Mellan 9 och 13 års ålder spelade Bardghji för Rödeby AIF. I januari 2019 gick han till Malmö FF och avancerade snabbt i ungdomslagen.
Sommaren 2020 gick Bardghji som 14-åring till FC Köpenhamns U19-lag. Bardghji gjorde sin Superligaen-debut den 21 november 2021 – sex dagar efter sin 16-årsdag – i en 1–1-match mot AGF Århus och blev den yngsta spelaren genom tiderna att spela en match från start i Superligaen. En vecka senare gjorde Bardghji sitt första mål i en 3–1-vinst över Ålborg och blev då den yngste målskytten någonsin i Superligaen.
Sedan juli 2025 spelar Bardghji för FC Barcelona i spanska förstaligan La Liga.

## Landslagskarriär
I juli 2021 blev Bardghji uttagen i P05-landslaget till deras premiärlandskamper mot Danmark den 7 och 10 augusti. Han debuterade den 7 augusti i en 1–0-förlust mot Danmark. Tre dagar senare gjorde Bardghji sitt första mål då Sverige förlorade med 4–2 mot Danmark. Den 29 september 2021 gjorde han två mål då Sverige spelade 2–2 mot Tjeckien i kvalet till U17-EM.
I mars 2022 blev Bardghji för första gången uttagen i det svenska U21-landslaget av förbundskaptenen Jens Gustafsson. Bardghji debuterade den 2 juni 2022 i en 3–0-vinst över Luxemburg i kvalet till U21-EM 2023, där han blev inbytt i den 73:e minuten mot Patrik Wålemark. Bardghji blev då historisk som den yngsta spelaren någonsin att spela för det svenska U21-landslaget med en ålder på 16 år och 199 dagar och slog då Alexander Isaks rekord från 2016.

## Meriter
FC Köpenhamn
- Dansk mästare: 2022